# Xi Gruis
Xi Gruis (2 Gruis) é uma estrela na direção da constelação de Grus. Possui uma ascensão reta de 21h 32m 05.86s e uma declinação de −41° 10′ 45.6″. Sua magnitude aparente é igual a 5.29. Considerando sua distância de 383 anos-luz em relação à Terra, sua magnitude absoluta é igual a −0.06. Pertence à classe espectral K0III.